# Penumbra (herní série)
Penumbra je série epizodických survival hororových videoher vyvinutých studiem Frictional Games a vydaných společnostmi Paradox Interactive a Lexicon Entertainment. Série měla být původně složena ze tří plnohodnotných dílů, jenže došlo ke změně a místo třetího dílu byl vydán datadisk k druhému dílu. Hry používají engine HPL Engine 1, jenž byl původně vyvinut jako tech demo. Penumbra je známá pro svou hororovou stylizaci a pokročilé interakce s herním prostředím.

## Díly
- Penumbra: Overture (2007)
- Penumbra: Black Plague (2008)
  - Penumbra: Requiem (2008, datadisk)